# Âu Cơ

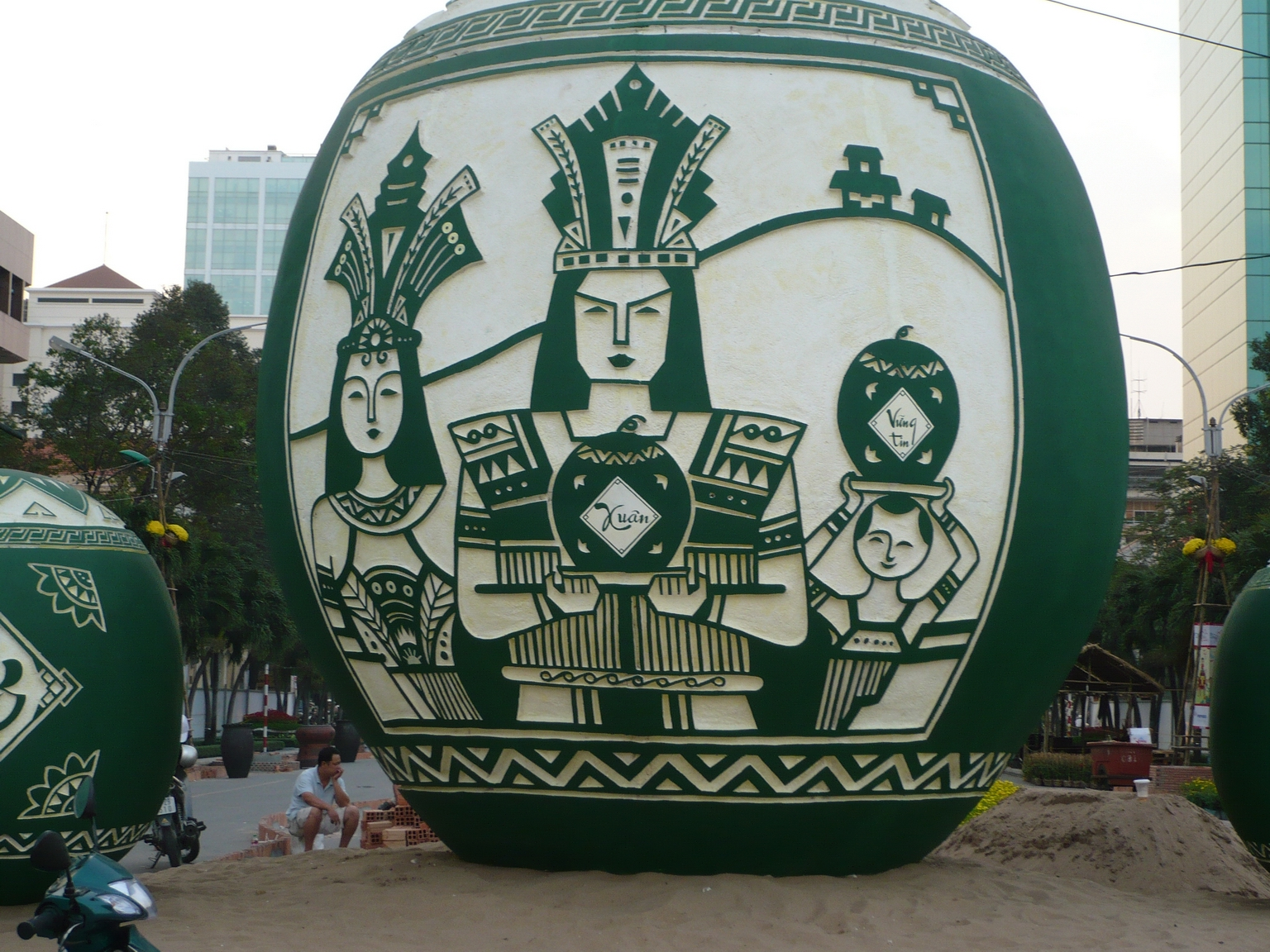
Âu Cơ (bên trái) và Lạc Long Quân (giữa) được tạo hình tại đường hoa Nguyễn Huệ, Tết 2009

Âu Cơ (2825–2520 TCN) là một nhân vật trong truyền thuyết Việt Nam. Cùng với các truyền thuyết vĩ đại về Lạc Long Quân, theo đó Âu Cơ là tổ mẫu của người Việt. Câu chuyện của bà cùng Lạc Long Quân được ghi lại như một truyền thuyết, thần thoại trong chương đầu tiên của Lĩnh Nam chích quái. Truyền thuyết này lần đầu được xem như chính sử và ghi lại như một bản kỷ trong Đại Việt Sử ký Toàn thư thời Hậu Lê nhưng lại không có trong cuốn sử cổ hơn là Đại Việt sử lược thời nhà Trần.

## Tên gọi
Tên gọi của Âu Cơ hoàn toàn không phải tên người thật sự, mà giống như một danh hiệu. Theo mặt chữ Hán, Ẩu là một danh từ để chỉ một người mẹ hoặc cách gọi thường dùng để chỉ đàn bà, con gái như Lão ẩu (老嫗; bà già) hoặc Thiếu ẩu (少嫗; cô gái trẻ). Điều này cũng được kiểm chứng bởi cách gọi Bà Triệu là Triệu Ẩu trong các ghi chép.
Còn chữ Cơ ban đầu là họ của các Thiên tử nhà Chu, về sau những nhân vật như Hạ Cơ - cô gái họ Cơ, lấy chồng họ Hạ đã tạo nên một nhận thức chữ này dùng để gọi các thiếu nữ hoặc phụ nữ nói chung, trở thành một trào lưu tồn tại thời Tiên Tần và những thời kỳ đầu của nhà Hán. Ngoài ra, chữ Cơ cũng thường dùng kèm theo với ý nghĩa cô gái này là ca kỹ hoặc thiếp của một người quyền quý (điều này giải thích vì sao trong Lĩnh Nam chích quái cũng ghi nhận Ẩu Cơ là con gái của Đế Lai).

## Ghi chép trong sách

### Lĩnh Nam chích quái
Sách Lĩnh Nam chích quái có lẽ là văn bản sớm nhất ghi chép chuyện về Âu Cơ, được ghi trong thiên Hồng Bàng Thị truyện (鴻龐氏傳) ngay phần đầu tiên.
Tương truyền, Âu Cơ là con gái của Đế Lai, nhưng lại có thuyết ghi ngay trong đó rằng cô là thiếp của Đế Lai. Trong khi đi tuần thú phương Nam, ông đã để Âu Cơ lại trên một cái động. Dân phương Nam khổ vì bị người Bắc phương quấy nhiễu, không được yên sống như xưa mới cùng gọi Long Quân rằng: "Bố ơi ở đâu mà để cho dân Bắc xâm nhiễu phương dân".
Khi Lạc Long Quân đi đến đây, thấy Âu Cơ xinh đẹp nên đã đem lòng yêu mến. Ông bèn hóa thành một trang thiếu niên phong tư tú lệ, tả hữu kẻ hầu người hạ đông đúc, vừa đi vừa ca hát đánh trống. Cung điện tự nhiên dựng lên. Âu Cơ thấy thế vui mừng e thẹn, bèn bằng lòng cùng Lạc Long quân đến Long Đài, sinh sống cùng nhau. Đế Lai trở về, không thấy Âu Cơ, sai quần thần đi tìm khắp thiên hạ. Lạc Long Quân có phép thần thông biến hóa thành trăm hình vạn trạng yêu tinh, quỷ sứ, rồng, rắn, hổ, voi... làm cho bọn đi tìm đều sợ hãi không dám sục sạo, Đế Lai bèn phải trở về. Lâu sau, Âu Cơ đẻ ra một cái bọc, cho là điềm bất thường bèn vứt ra cánh đồng. Sau sáu bảy ngày, bọc vỡ ra một trăm quả trứng, mỗi trứng nở ra một con trai, mới đem về nhà nuôi. Không phải bú mớm, các con tự lớn lên, trông đẹp đẽ kỳ dị, người nào cũng trí dũng song toàn, người người đều kính trọng cho là triệu phi thường. Long Quân ở lâu dưới Thủy Quốc vợ con thường muốn về đất Bắc.
Lúc này Hoàng Đế đánh bại Xi Vưu, Âu Cơ nhớ nhà bèn tính đem con về, nhưng Hoàng Đế sợ hãi bèn chặn lại, không để mẹ con Âu Cơ bước qua biên giới. Mẹ con Âu Cơ không thể về được bèn quay về nước Nam mà gọi Long Quân rằng: "Bố ở nơi nào mà để mẹ con tôi cô độc, ngày đêm buồn khổ thế này".
Long Quân bỗng trở về, gặp nhau ở đất Tương. Âu Cơ nói: "Thiếp vốn là người nước Bắc, ở với vua, sinh hạ được trăm con trai, vua bỏ thiếp mà đi, không cùng thiếp nuôi con, làm người vô phu vô phụ, chỉ biết thương mình".
Long Quân nói: "Ta là nòi rồng, đứng đầu thủy tộc, nàng là giống tiên, sống ở trên đất, tuy khí âm dương hợp lại mà sinh ra con, nhưng thủy hỏa tương khắc, giòng giống bất đồng, khó ở lâu với nhau được, nay phải chia lá. Ta đem năm mươi con về Thủy Phủ chia trị các xứ, năm mươi con theo nàng về ở trên đất, chia nước mà trị. Lên núi, xuống bể, hữu sự báo cho nhau biết, đừng quên".
Trăm con vâng theo, sau đó từ biệt mà đi. Âu Cơ và năm mươi con lên ở đất Phong Châu suy phục lẫn nhau, cùng tôn người con cả lên làm vua, hiệu là Hùng Vương, lấy tên nước là Văn Lang. Đó trăm người con trai chính là tổ tiên của người Bách Việt vậy.

### Đại Việt Sử ký Toàn thư
Tuy nhiên, Đại Việt Sử ký Toàn thư của Ngô Sĩ Liên gần như xóa đi chi tiết câu chuyện trong Lĩnh Nam chích quái, giảm đi các tình tiết và biến câu chuyện này thêm phần lãng mạn hóa.
Hai vợ chồng Lạc Long Quân và Ẩu Cơ đã gặp nhau khá vắn tắt, cả hai kết hôn và sống với nhau và sinh ra cái bọc trăm trứng, nở ra 100 người con khá êm đềm, không có chi tiết cả hai đã sợ hãi và vứt bỏ bọc trứng. Sau đó vì thủy thổ tương khắc nên hai người phải chia con ra, 50 con theo cha về biển, 50 con theo mẹ về núi và chia nhau cai quản các vùng.
Điểm khác biệt rằng, Ngô Sĩ Liên đã ghi Lạc Long quân "hỏi cưới" Ẩu Cơ, là một hành động hợp pháp và có lễ nghi, trong khi Lĩnh Nam chích quái chỉ ghi chép Ẩu Cơ đã đồng ý theo Long Quân sau sự hoành tráng lấy lòng người đẹp của ông, mà không hề ghi bất cứ chữ nào về kết hôn.
Điều này có thể giải thích rằng Ngô Sĩ Liên muốn tạo một truyền thuyết quy mô về nguồn gốc Đại Việt khi ấy, sau một thời gian bị nhà Minh đô hộ, nên nhu cầu thiết yếu khi ấy là một nền tảng về một quốc gia độc lập, bao gồm cả truyền thuyết. Như vậy, ông đã dùng cách Tư Mã Thiên ghi chép những vị vua chúa huyền thoại của Trung Hoa trong bộ Sử ký, để tạo nên một đoạn trường ca lịch sử nhuốm màu hư cấu rất rõ ràng.

## Con Rồng cháu Tiên

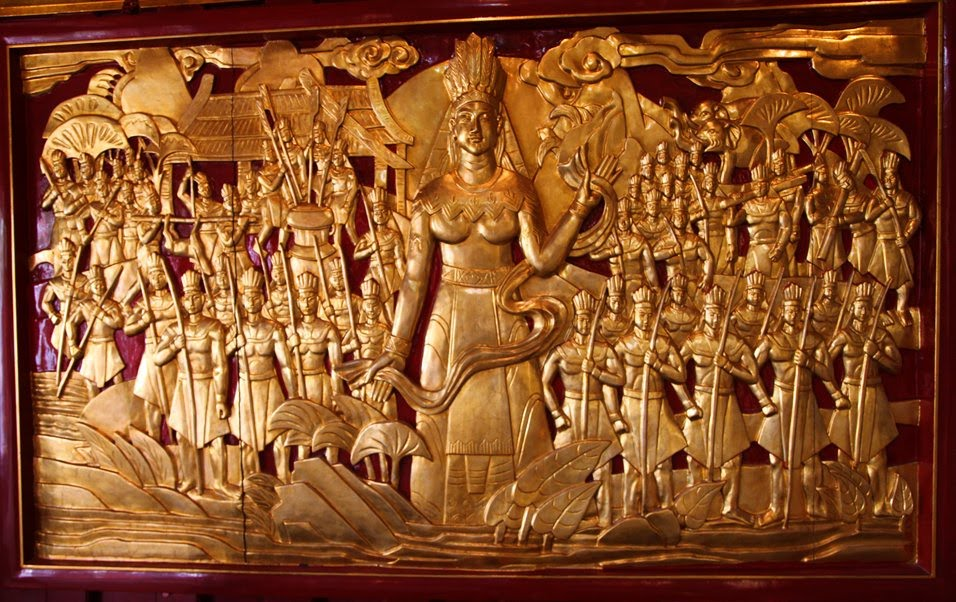
Phù điêu "Tổ mẫu Âu Cơ", tại Đền Nội Bình Đà, xã Bình Minh, huyện Thanh Oai, thành phố Hà Nội.

Trong các truyền thuyết phổ cập ở văn hóa Việt Nam hiện đại, Âu Cơ là một nàng tiên xinh đẹp sống ở trên những ngọn núi cao. Và việc bà kết hôn với Lạc Long Quân là giống rồng, sinh ra 100 người con đã biến dân Việt thành Con Rồng cháu Tiên.
Theo truyền thuyết phổ biến nhất, Âu Cơ là một tiên nữ, con gái của Thần Nông chứ không phải thiếp hay con gái của Đế Lại. Nàng đi khắp bốn phương để giúp đỡ và chữa trị cho những người đang lâm bệnh và gặp khó khăn. Nàng có lòng từ bi và có tài về y thuật. Một ngày nọ, một con quái vật làm nàng sợ hãi. Nàng liền biến thành phượng hoàng mà bay đi. Lạc Long Quân, là thần rồng từ biển cả, thấy nàng đang gặp nguy hiểm liền cầm lấy cục đá và giết tên quái vật. Sau đó tình yêu đã nảy nở giữa hai người và họ cưới nhau. Âu Cơ sinh ra một bọc trứng có 100 người con. Một ngày nọ, Lạc Long Quân nói với nàng rằng vì hai người đến từ hai chủng tộc và môi trường rất khác nhau nên không thể chung sống với nhau trọn đời được. Họ bèn chia nhau mỗi người 50 đứa con, 50 theo mẹ, 50 theo cha. 50 người con theo mẹ đi đến ở Phong Châu, người anh cả trở thành vua Hùng Vương của nước Văn Lang.